# Bastaardvlotgras
Bastaardvlotgras (Glyceria ×pedicellata, synoniem: Glyceria pedicellata) is een vaste plant die tot de grassenfamilie (Poaceae) behoort. Het is een hybride van mannagras (Glyceria fluitans) en stomp vlotgras (Glyceria notata). Bastaardvlotgras komt voor in Noord- en Centraal-Europa en Nieuw-Zeeland.
De plant wordt 30-100 cm hoog en vormt kruipende wortelstokken. De stengels zijn liggend of opgaand. De lijnvormige bladeren zijn 10-35 cm lang en 5–12 mm breed. De bladschede is voor het grootste deel gesloten. Het puntige, vliezige tongetje is 5-10 mm lang.
Bastaardvlotgras bloeit van mei tot in september. De bloeiwijze is een langwerpige, 10-50 cm lange pluim. De langwerpige, 15-35 mm lange aartjes hebben 9-16 bloemen. De 2-3 mm lange, 1-nervige kelkkafjes zijn korter dan het aartje. Het onderste, vliezige kroonkafje is 4,5-6 mm lang en heeft zeven nerven. Het bovenste kroonkafje heeft een smal gevleugelde kiel. Een bloem heeft drie, bruingele, 1–1,8 mm lange helmknoppen. Na de bloei gaan de bloemen niet meer dicht.
De plant is steriel.